# ドムレ
ドムレ （Daumeray）は、フランス、ペイ・ド・ラ・ロワール地域圏、メーヌ＝エ＝ロワール県の旧コミューン。

## 地理
ボージュ地方にあるアンジューのコミューンで、モランヌの南東にあり、サルト県と接している。サルト川がコミューンの西端を横切っている。

## 人口統計
| 1962年 | 1968年 | 1975年 | 1982年 | 1990年 | 1999年 | 2008年 | 2013年 |
| ------ | ------ | ------ | ------ | ------ | ------ | ------ | ------ |
| 1106   | 1041   | 921    | 1090   | 1140   | 1312   | 1527   | 1526   |

参照元:1962年から1999年まで人口の2倍カウントなし。1999年までEHESS/Cassini、2004年以降INSEE

## ギャラリー

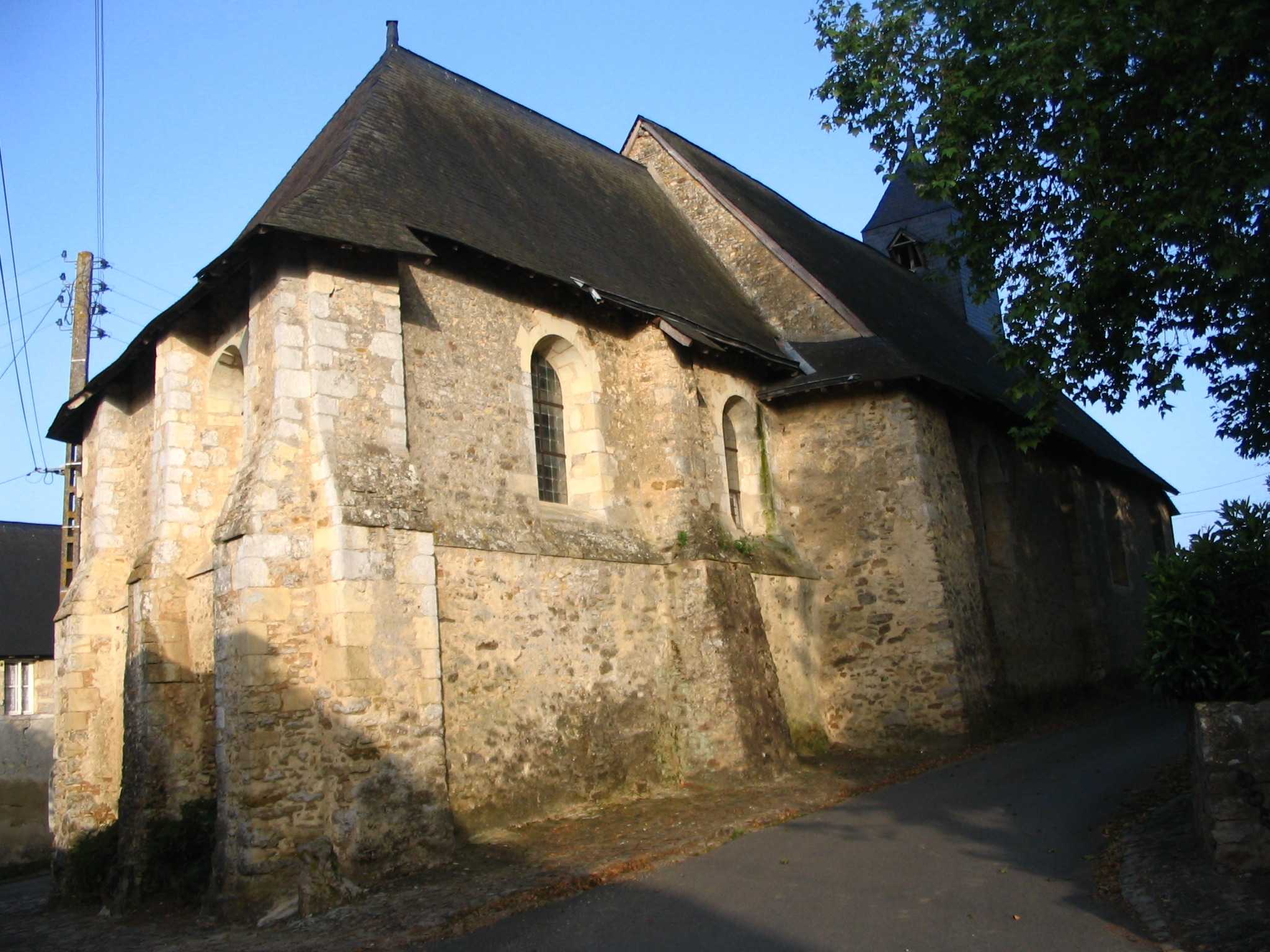
サン・ジェルマン教会
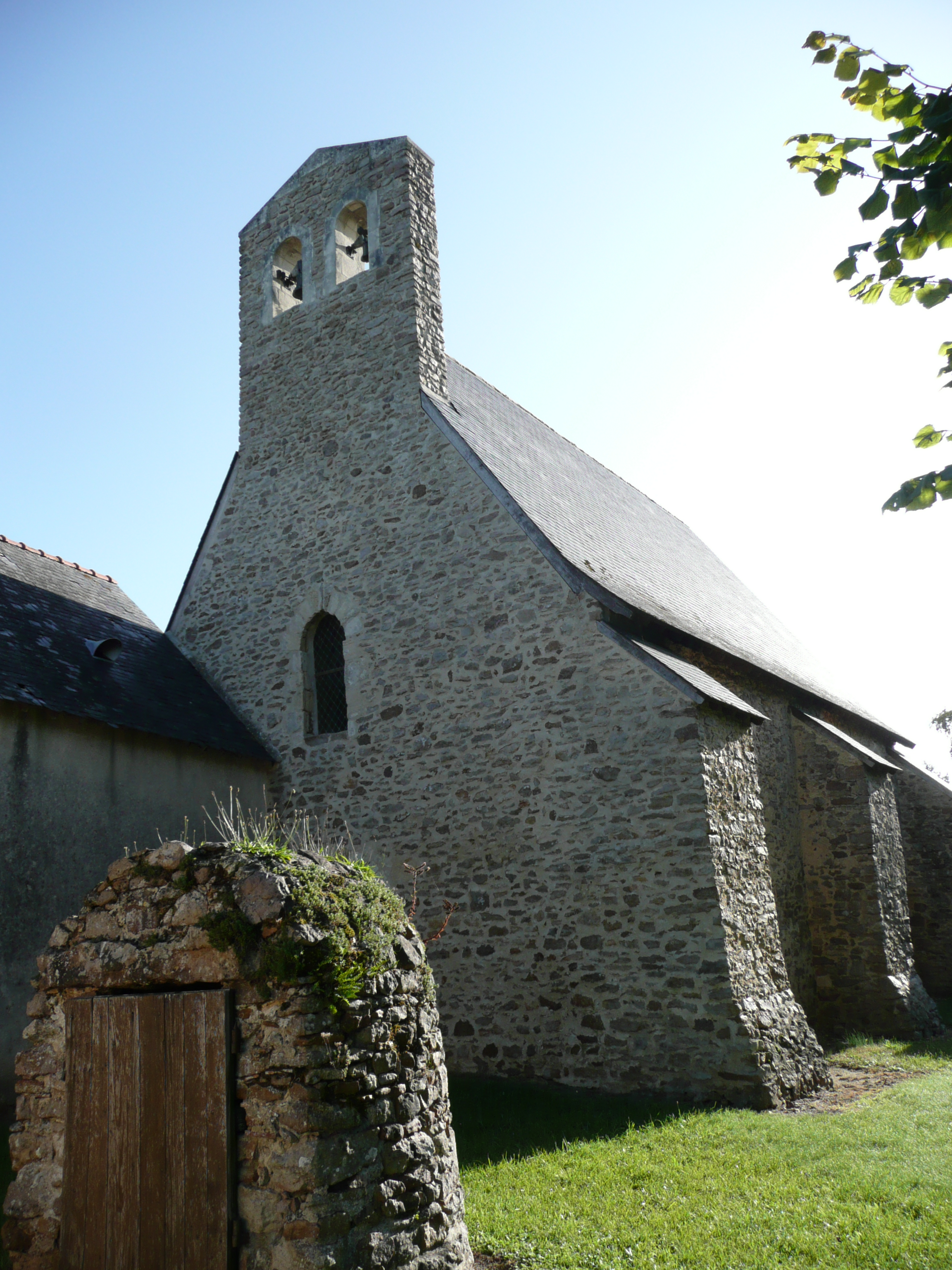
サンテティエンヌ礼拝堂
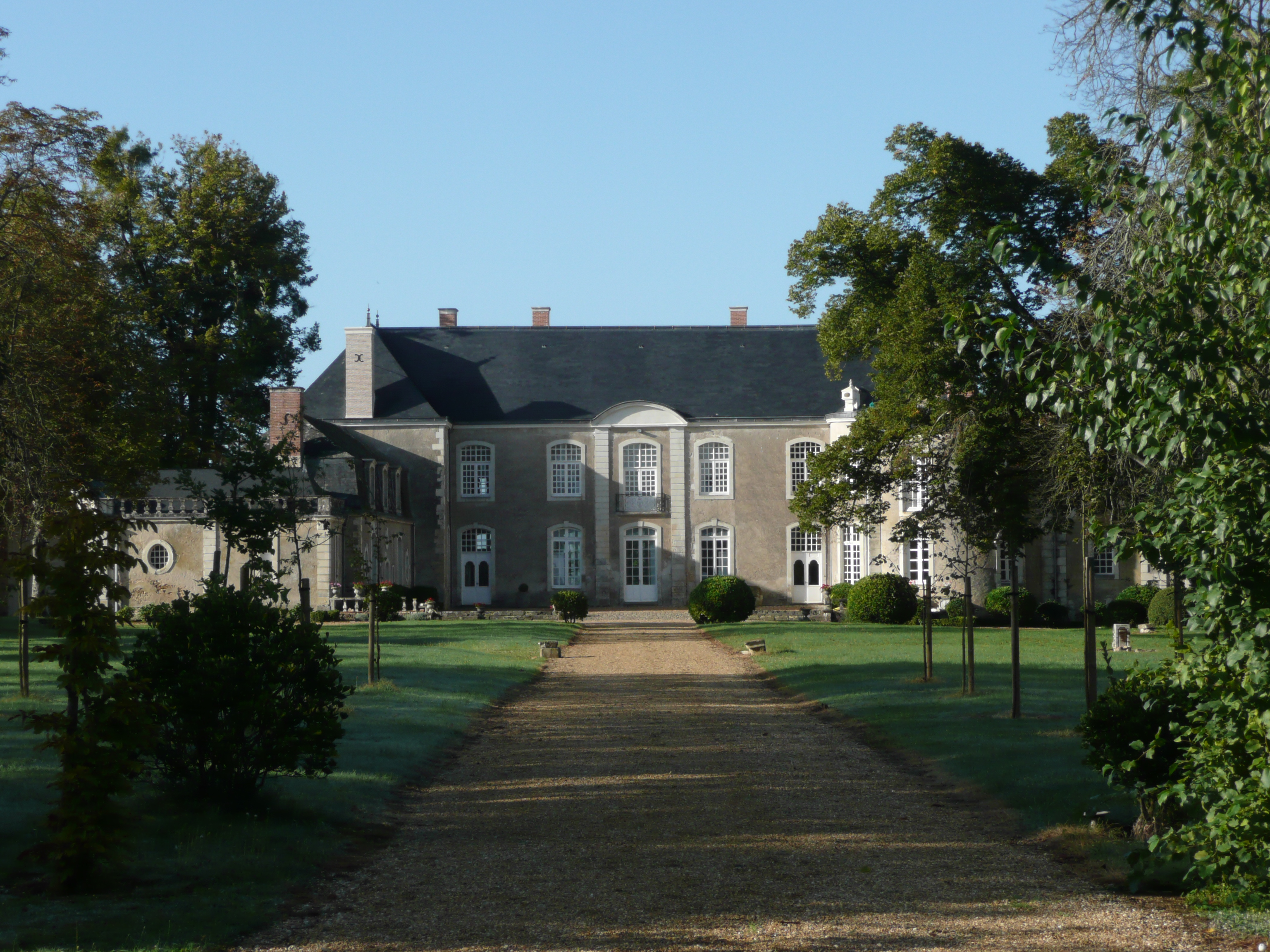
ラ・ロシュ・ジャクランのシャトー
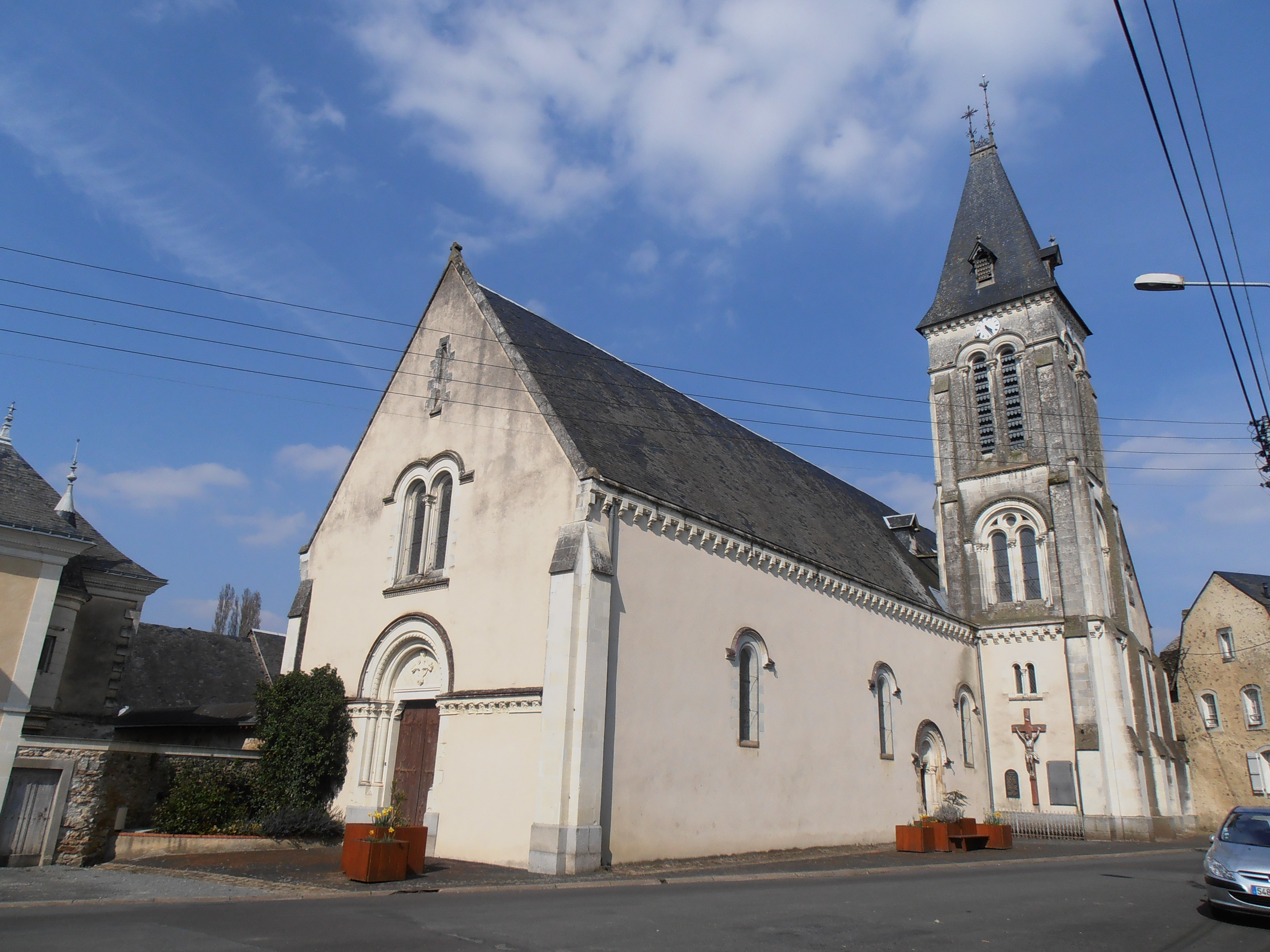
サン・マルタン教会
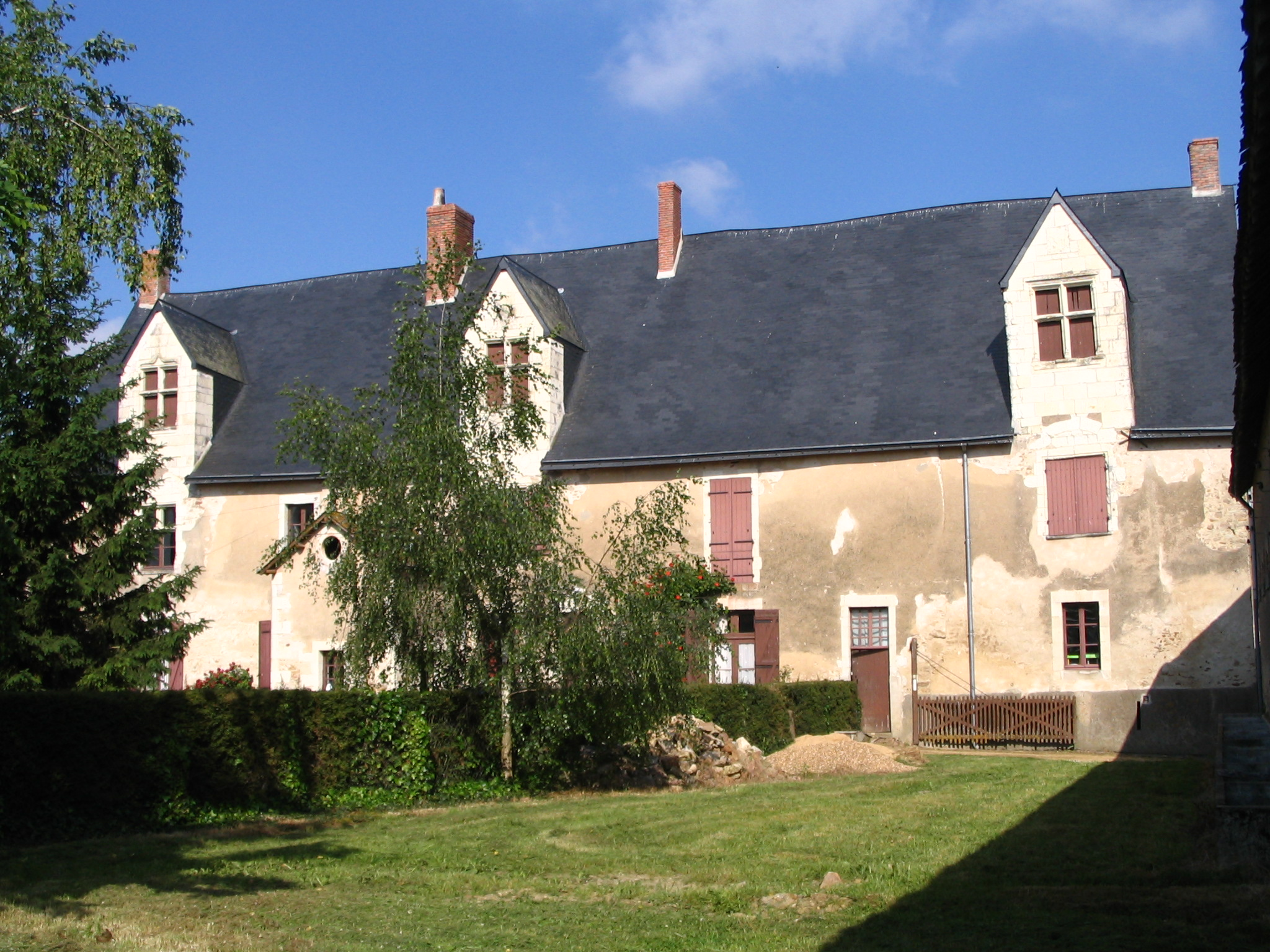
サン・マルタン小修道院